# سیارک ۵۳۷۰
سیارک ۵۳۷۰ (به انگلیسی: 5370 Taranis، نامگذاری:1986RA) پنج هزار و سیصد و هفتادمین سیارک کشف شده‌است که در ۲ سپتامبر ۱۹۸۶ کشف شد.
قدر مطلق سیارک برابر ۱۵٫۷۰ است.